# False Folio (Shakespeare)
}}"False Folio" es el término que los eruditos y bibliógrafos de Shakespeare aplican a la publicación de diez obras de Shakespeare y a la publicación de la recopilación de obras supuestamente de Shakespeare llevada a cabo por William Jaggard en 1619, que fue el primer intento de recopilar el trabajo de Shakespeare en un solo volumen. La única copia completa existente es parte de la colección de la Biblioteca Folger Shakespeare en Washington, DC. 
El término false folio evoca, de modo intencionado, las colecciones en formato folio de las obras de Shakespeare que aparecen más adelante: el First Folio de 1623 y sus tres sucesoras del siglo XVII. La descripción folio no es del todo exacta, ya que las diez obras fueron impresas en un formato cuartilla más grande de lo normal, y no en formato folio; pero la clave que se usa para su clasificación es false folio. Los textos en cuestión fueron examinados por primera vez con procedimientos bibliográficos modernos principalmente por Alfred W. Pollard, W. W. Greg y William J. Neidig. Pollard ofrece una descripción detallada en su Folios y Quartos de Shakespeare.
En resumen, el librero y editor William Jaggard reimprimió diez obras en 1619, ya fuese para recopilarlas en un único volumen o para imprimirlas por separado a gusto del cliente. Sin embargo, Jaggard no poseía un derecho claro para todas las obras que lo formaban [ver: Sociedades de libreros; Registro de libreros] y, por lo tanto, imprimió algunos de los textos con páginas de título con fechas falsas y nombres falsos de las papelerías originales que habían participado: de hecho, reprodujo la apariencia de los quartos anteriores. Estas diez obras fueron: 
- Henry V - "printed for T. P. 1608" ("impreso para TP, 1608") en la página de título. Fecha falsa. Thomas Pavier era el librero que poseía los derechos sobre Enrique V, y era uno de los socios de Jaggard.
- El rey Lear - "Printed for Nathaniel Butter 1608" ("Impreso por Nathaniel Butter, 1608"). Fecha y nombre falsos. Butter había impreso el Q1 de Lear en 1608.
- El mercader de Venecia – "Printed by J. Roberts, 1600" ("Impreso por J. Roberts, 1600"). Fecha y nombre falsos. Esta fue una reproducción para la que Jaggard no tenía un derecho válido; pertenecía al librero Laurence Hayes.
- Las alegres comadres de Windsor – "Printed for Arthur Johnson, 1619." ("Impresa por Arthur Johnson, 1619"). Fecha y nombre falsos. Johnson publicó el Q1 de Las alegres comadres en 1602.
- El sueño de una noche de verano – "Printed by James Roberts, 1600." ( "Impresa por James Roberts, 1600"). Fecha y nombre falsos.
- Pericles, príncipe de Tiro - "Printed for T. P. 1619" ("Impresa para T. P., 1619", fecha "corregida" como 1609 en un momento posterior.
- Sir John Oldcastle – "printed for T. P. 1600." ("Impresa para T. P., 1600"). Fecha falsa.
- Una tragedia de Yorkshire - "Printed for T. P. 1619." ("Impresa para T. P., 1619").
- The Whole Contention Between the Two Famous Houses, Lancaster and York – "Printed at London, for T. P." (Impreso en Londres, para T.P.) Esta fue la principal novedad de la colección: Jaggard unió dos textos previamente separados, The First Part of the Contention Betwixt the Two Famous Houses of York and Lancaster (la primera versión de Enrique VI, Parte 2, publicado por Thomas Millington en 1594 y 1600), y The True Tragedy of Richard Duke of York (la primera versión de Enrique VI, Parte 3, publicada por Millington en 1595 y 1600). En 1602, Pavier había adquirido los derechos de ambas obras de Millington.

Pericles se imprime después de The Whole Contention, ya que sus firmas (los identificadores alfanuméricos de los cuadernos en secuencia) van juntos; pero las nueve obras de teatro fueron, aparentemente, unidas sin ningún orden particular. (Existen diferencias entre las pocas colecciones existentes).
Como Jaggard carecía de derechos sobre El mercader de Venecia de Hayes, también puede que careciese de los derechos sobre el Lear de Butter y Las alegres comadres de Johnson. Hay mucho sobre el asunto del False Folio que todavía no ha sido aclarado, como las preguntas subjetivas sobre cuáles fueron los motivos de Jaggard. Jaggard tenía una extraña conexión anterior con el canon de Shakespeare: había impreso la dudosa miscelánea El peregrino apasionado, atribuyéndoselo a Shakespeare en 1599 y 1612. Algunos estudiosos de Shakespeare se han preguntado por qué los hombres del rey utilizaron la imprenta de Jaggard y fue uno de los editores del primer folio solo un par de años después del asunto del False Folio. (El trabajo del First Folio comenzó en 1621, casi con toda seguridad). Puede haber sido un caso de necesidad, ya que Jaggard tenía un taller de impresión de gran capacidad. (Se había demostrado su capacidad para imprimir un volumen con diez obras de teatro). También es objeto de debate el papel que Pavier desempeñó en el asunto: sus iniciales aparecen en cinco de los nueve volúmenes (en seis de las diez obras de teatro), y algunos comentaristas contemporáneos ven el papel de Pavier como más importante que el de Jaggard, refiriéndose a los libros como los "Pavier Quartos" en lugar de como "False Folio".

Pollard centró gran parte de su atención en el concepto de "piratería" literaria, y su punto de vista hizo influyó mucho en las posturas de los estudiosos y la forma de acercarse al False Folio durante el siglo XX. A comienzo del siglo XXI, algunos investigadores comenzaron a tomar una visión menos melodramática y más matizada de las cuestiones implicadas, una visión que ya no apunta a Jaggard y Pavier como los villanos en un combate moral.

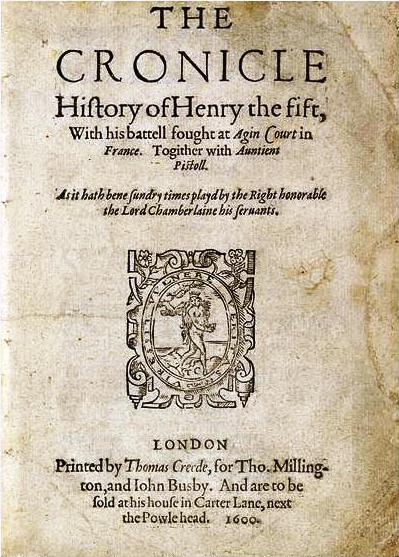
Primera edición de Enrique V (1600).
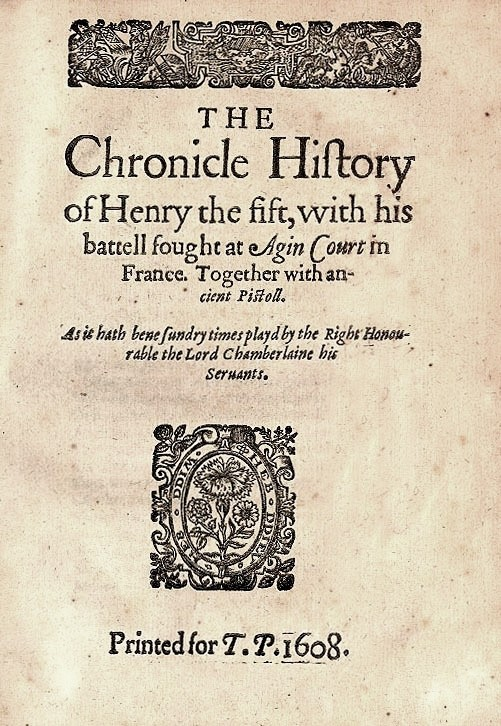
Enrique V con fecha falsa (1619).
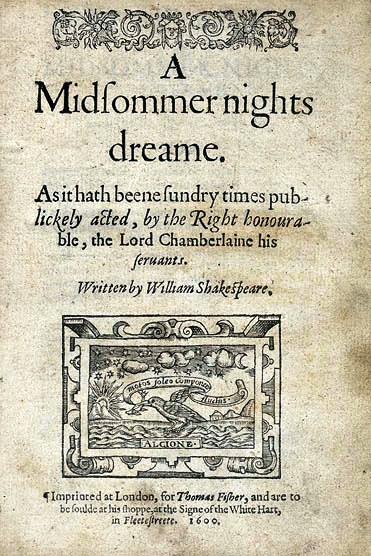
Primera edición de El sueño de una noche de Verano (1600).
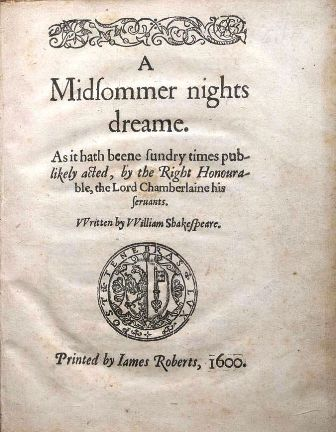
El sueño de una noche de verano con fecha falsa (1619).
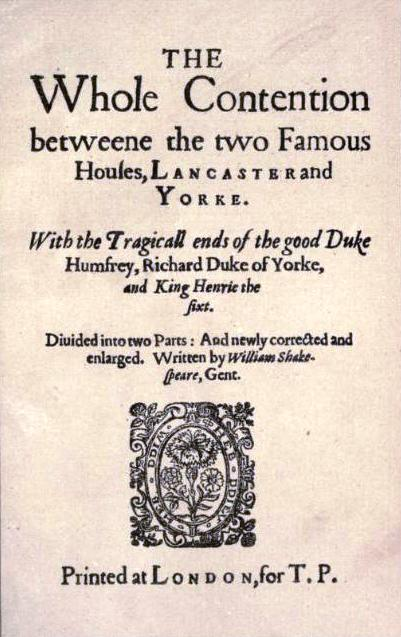
The Whole Contention Between the Two Famous Houses, Lancaster and York (1619) combinado con El rey Enrique VI de Shakespeare (partes 2 y 3).
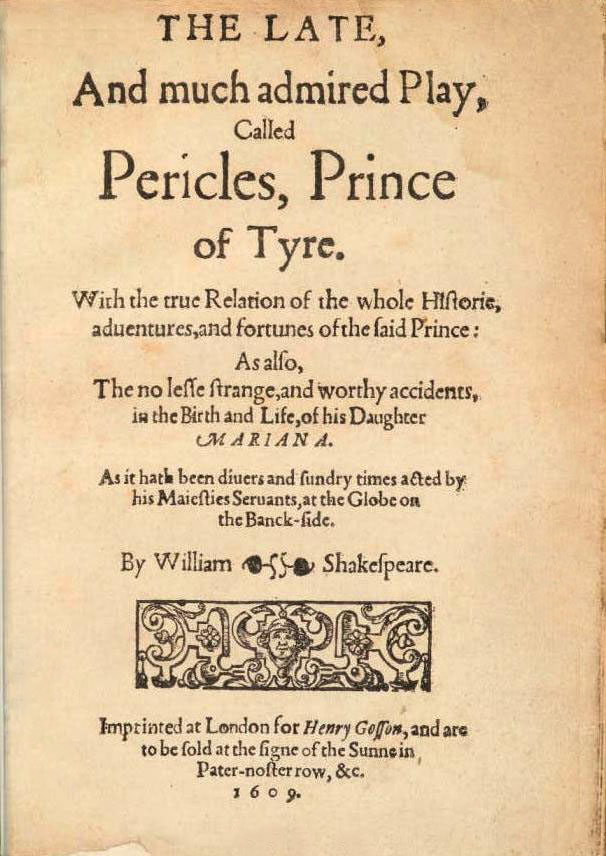
Primera edición de Pericles, príncipe de Tiro (1609).
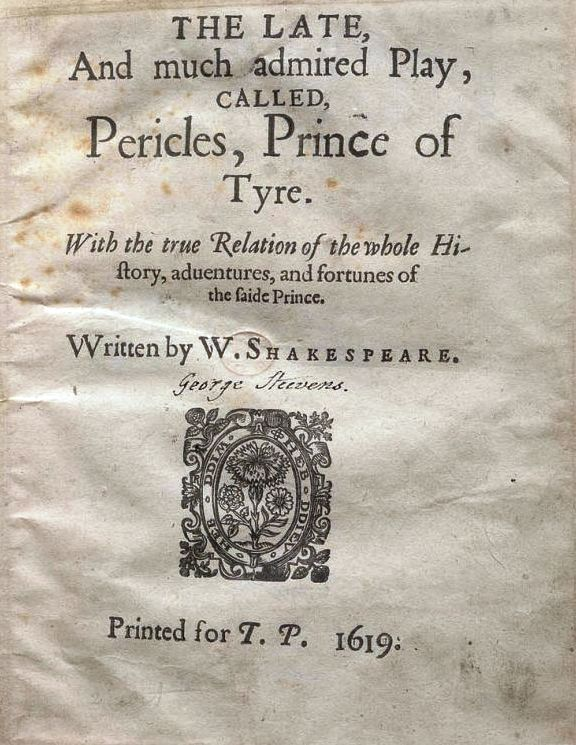
Pericles no autorizado, de Pavier(1619), primera edición.
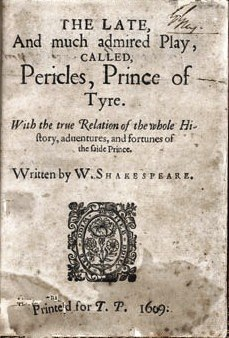
Pericles datado falsamente (1619), segunda edición.
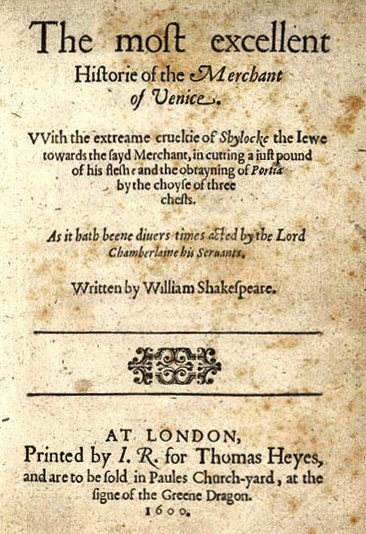
Primera edición de El mercader de Venecia (1600).
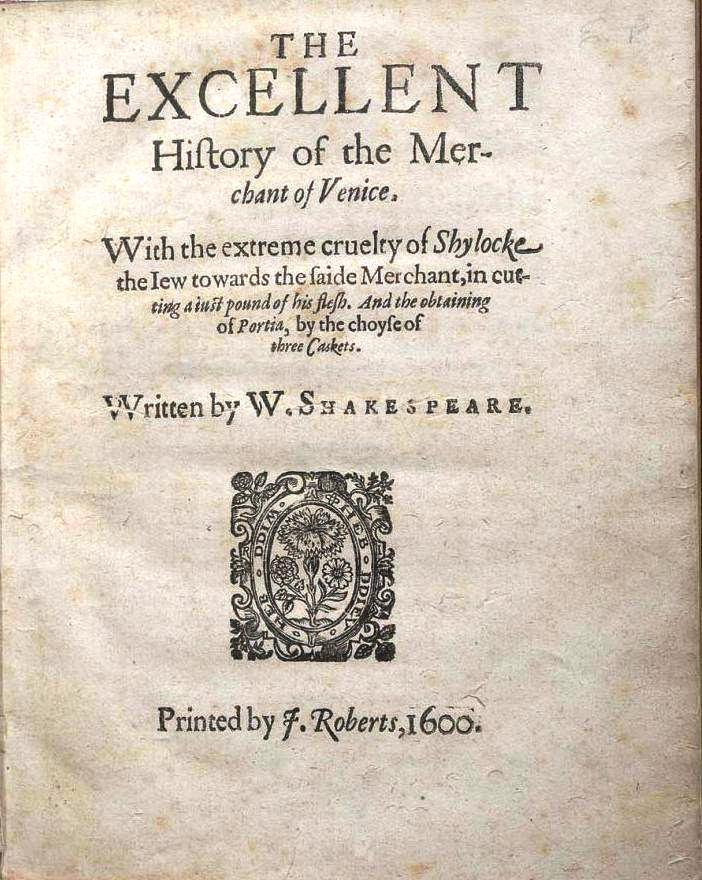
El mercader de Venecia datado falsamente (1619).
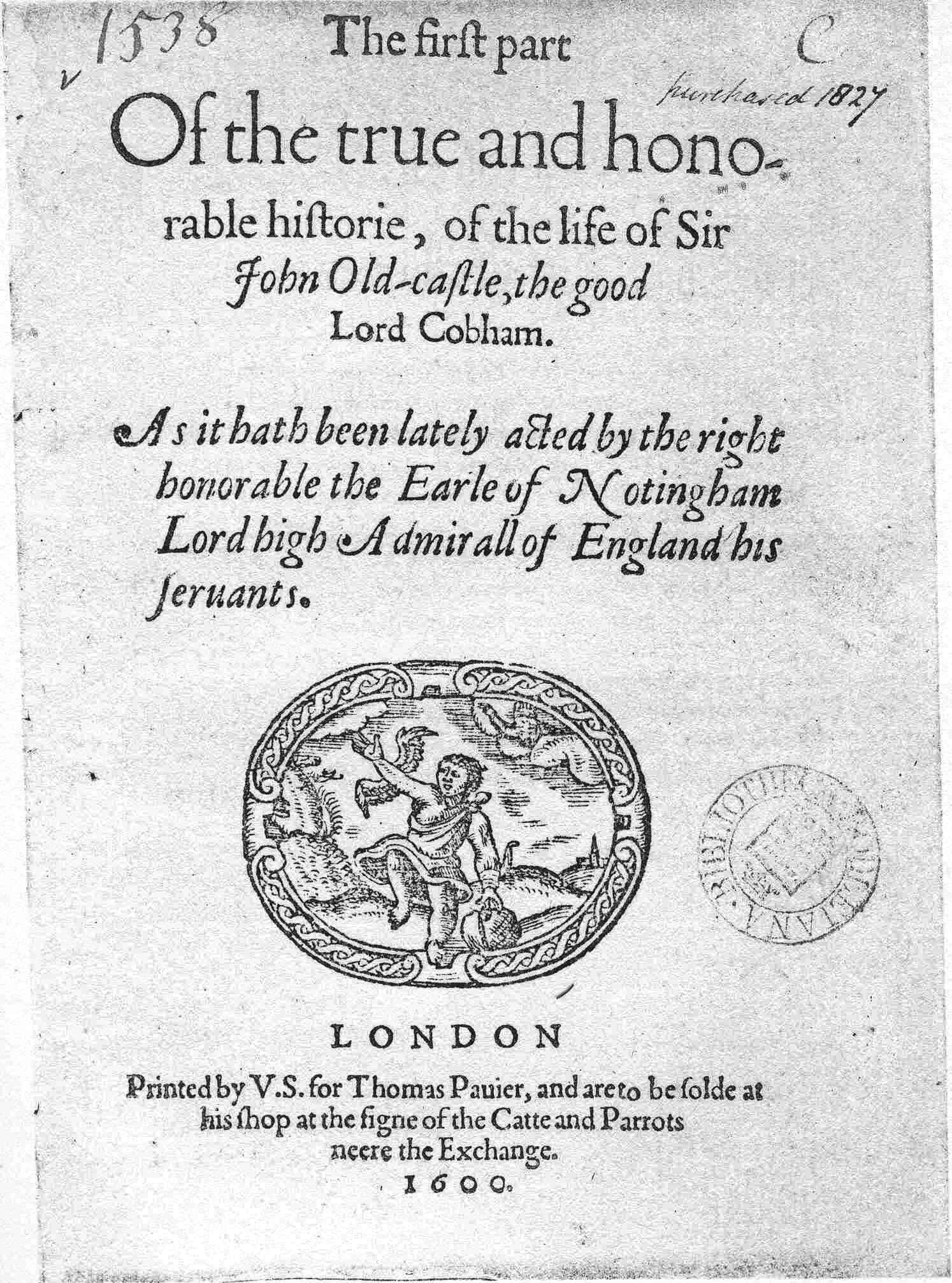
Primera edición de Sir John Oldcastle (1600)
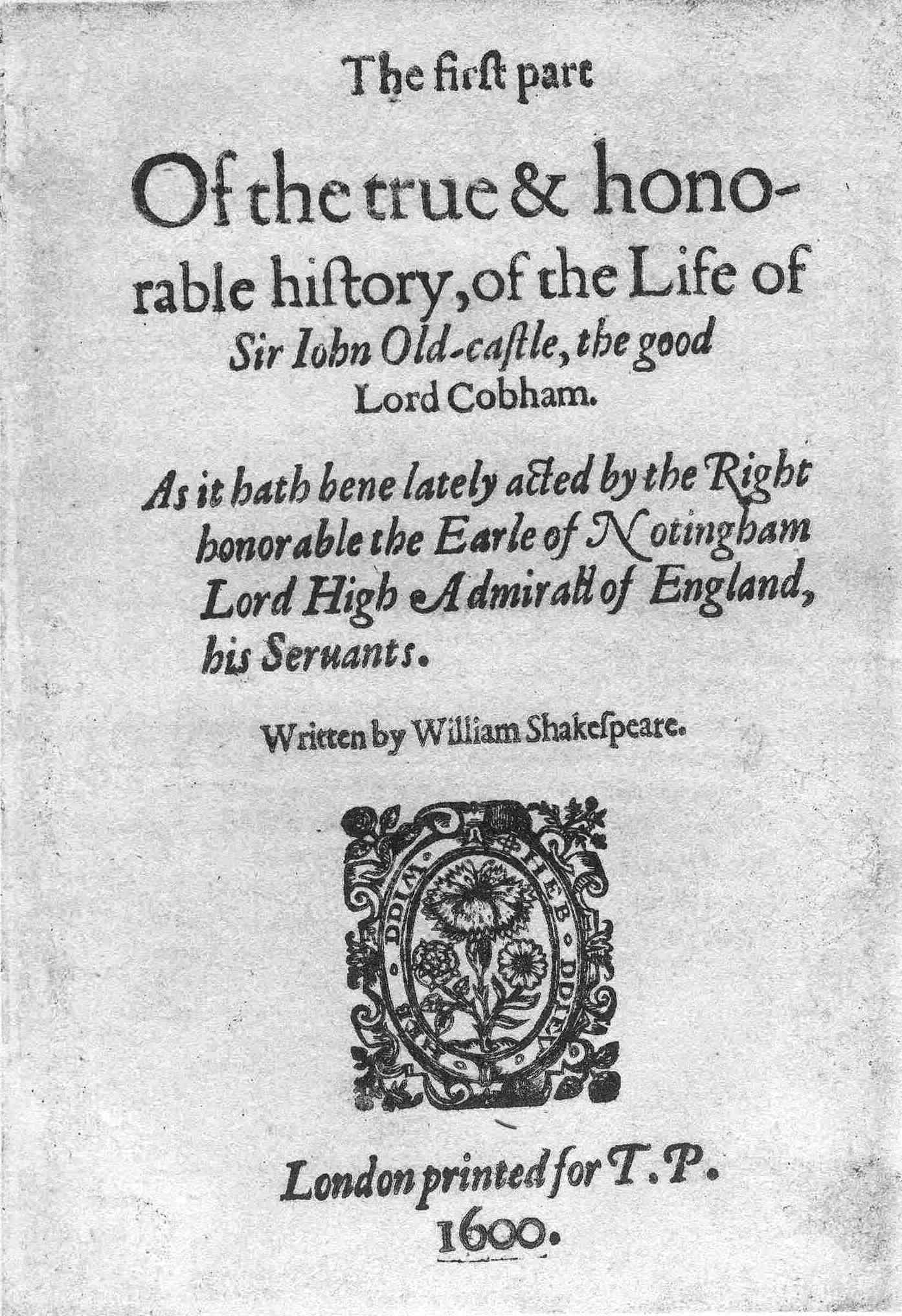
Sir John Oldcastle con fecha falsa y atribuido a John Oldcastle (1619)